# Parroy
Parroy är en kommun i departementet Meurthe-et-Moselle i regionen Grand Est (tidigare regionen Lorraine) i nordöstra Frankrike. Kommunen ligger i kantonen Arracourt som tillhör arrondissementet Lunéville. År 2022 hade Parroy 179 invånare.

## Befolkningsutveckling
Antalet invånare i kommunen Parroy
| Referens: INSEE |